# Vol 007 de Korean Airlines
El vol 007 de Korean Air Lines (KAL 007, KE007 era un vol comercial de la companyia Korean Air Lines que va ser abatut per caces soviètics l'1 de setembre de 1983, sobre el Mar del Japó, prop de l'illa Moneron, just a l'oest de Sakhalín, sobre el prohibit espai aeri soviètic. Els 296 passatgers i tota la tripulació foren morts. L'avió feia la ruta entre Nova York i Seül, via Anchorage, quan va penetrar al prohibit espai aeri soviètic per un error de navegació.
Inicialment, la Unió Soviètica va negar tenir coneixement de l'incident però més tard va admetre que havia abatut l'avió perquè, segons van dir, es trobava en missió d'espionatge. El Politburó va dir que això era una provocació deliberada per part dels Estats Units, per provar la preparació militar soviètica, o fins i tot provocar una guerra. Els Estats Units acusaren la Unió Soviètica d'obstrucció de les operacions de cerca i rescat A més, els militars soviètics van suprimir proves cercades per la investigació de l'Organització d'Aviació Civil Internacional, en especial la caixa negra amb els registres del vol que fou finalment lliurada vuit anys més tard, després de la Dissolució de la Unió Soviètica.
L'incident va ser un dels moments més tensos de la Guerra freda, i va derivar en una escalada del sentiment antisoviètic, particularment als Estats Units. Els punts de vista oposats de l'incident no es van resoldre mai del tot; en conseqüència, diversos grups continuen discutint els informes oficials i ofereixen teories alternatives sobre els fets. El subsegüent lliurament de les caixes negres per part de la Federació Russa ha aportat alguns detalls.
Com a resultat de l'incident, els Estats Units van alterar els seus procediments de guiatge pels avions que sortien des d'Alaska, mentre la interfície del pilot automàtic usada pels vols comercials fou redissenyada per fer-la més segura. El president Ronald Reagan va ordenar els militars dels Estats Units que fessin accessible als civils el Global Positioning System (GPS), per tals que els errors de navegació com el que va tenir el KAL 007 fossin advertits en un futur.

## Detalls del vol
| Nacionalitat                                                                  | Víctimes |
| ----------------------------------------------------------------------------- | -------- |
| Corea del Sud                                                                 | 105 *    |
| Estats Units                                                                  | 62       |
| Japó                                                                          | 28       |
| República de la Xina (Taiwan)                                                 | 23       |
| Philippines                                                                   | 16       |
| Hong Kong                                                                     | 12       |
| Canadà                                                                        | 8        |
| Tailàndia                                                                     | 5        |
| Austràlia                                                                     | 2        |
| Regne Unit                                                                    | 2        |
| República Dominicana                                                          | 1        |
| Índia                                                                         | 1        |
| Iran                                                                          | 1        |
| Malàisia                                                                      | 1        |
| Suècia                                                                        | 1        |
| Vietnam                                                                       | 1        |
| Total                                                                         | 269      |
| \| * 76 passatgers, 23 tripulants actius i 6 tripulants fora de servei.[7] \| |          |
| * 76 passatgers, 23 tripulants actius i 6 tripulants fora de servei.          |          |

El vol 007 de Korean Air Lines era un Boeing 747-230B,(Número de sèrie CN20559/186, matrícula: HL7442, anteriorment D-ABYH operat per Condor Flugdienst) i lliurat el 1972, que cobria la ruta entre Nova York, Estats Units i Seül, Corea del Sud. L'avió va sortir de l'Aeroport Internacional John F. Kennedy a les 23:50 (hora de l'Est), el 30 d'agost de 1983. Duia 246 passatgers i 23 membres de la tripulació. Després de reabastir-se de combustible a l'aeroport d'Anchorage (Alaska), l'avió, pilotat en aquesta part de la jornada pel capità Chun Byung-in, es va enlairar, en direcció a Seül, a les 13:00 UTC (4:00 AM Hora d'Alaska), el 31 d'agost de 1983.

### Desviació del vol de la ruta assignada
Després d'enlairar-se des d'Anchorage, l'avió va rebre instruccions del control del trànsit aeri (també conegut com a ATC, inicials en anglès d'Air Traffic Control) perquè efectués un gir de 220 graus. Aproximadament 90 segons després, l'ATC va dirigir el vol per tal que "procedeixi a dirigir-se a Bethel quan sigui possible". Després d'arribar a Bethel (Alaska), el vol 007 volia anar més al nord dels corredors aeris buits, a unes rutes com a rutes NOPAC (North Pacific), que uneixen les costes japoneses i les d'Alaska. El corredor aeri particular del KAL007, l'R-20 (Romeo 20), passa just a 28.2 quilòmetres de l'espai aeri soviètic de la costa de Kamtxatka.
El sistema de pilot automàtic del Boeing 747-200 tenia quatre modes de control bàsic: HEADING, VOR/LOC, ILS i INS. Per tal d'assegurar l'exactitud de les mesures, totes les computadores rebien informació per separat. El mode HEADING mantenia l'avió en vol i en una direcció constant, prenent com a guia un punt geogràfic d'origen o un punt de destinació. El mode VOR/LOC mantenia l'avió volant recte, sobre un tram de terra, prèviament donat, en relació amb una estació terrestre fixa de ràdio far. El mode ILS era similar al VOR/LOC, però incloïa una guiatge vertical addicional per a l'aterratge. Finalment, el mode INS tenia la capacitat de mantenir l'avió volant en una ruta prèviament donada sense ajuts externs o referències, calculant contínuament el lloc on es trobava mitjançant un sistema de triangulació. Quan el sistema INS de navegació estava adequadament programat, amb els punts de referència del pla de vol emmagatzemat, el pilot podia canviar el mode de pilotatge automàtic a la posició INS, i l'avió, automàticament, traçaria la ruta programada a l'INS, sempre que l'avió es dirigís a en la direcció correcta i dins de 7.5 milles nàutiques de la línia de rumb de l'INS. El mode HEADING de pilotatge automàtic estaria normalment connectat algun cop després de l'enlairament per complir amb els vectors que rebés de l'ATC, i aleshores, després de rebre l'apropiat aclariment verbal per part de l'ATC, guiaria l'avió cap a la posició geogràfica a dins de les 7.5 milles requerides, i així, aleshores, el mode INS es podria connectar.
El sistema de radiofar VHF/VOR d'Anchorage no es trobava operatiu per raons de manteniment. La tripulació va rebre un NOTAM (informe per a aviadors) d'aquest fet, que no va ser vist com un problema per part del capità, donat que podia seguir comprovant la seva posició pel proper radiofar VORTAC a Bethel, 557 quilòmetres més endavant. Tanmateix, l'avió fou requerit per tal que mantingués el rumb assignat de 220 graus, fins que pogués rebre senyals des de Bethel. Aleshores podria volar directament a Bethel i ser informat per l'ATC sobre la forma de corregir la desviació i connectar el pilot automàtic en mode VOR/LOC. Llavors, quan estigués sobre el radiofar de Bethel, el vol podria començar el mode INS per seguir els punts de referència de la ruta Romeo 20, rodejant les costes de la Unió Soviètica en direcció a Seül. El mode INS era necessari per a aquesta ruta, donat que, després de Bethel, l'avió estaria molta estona fora de l'abast de les estacions VOR.

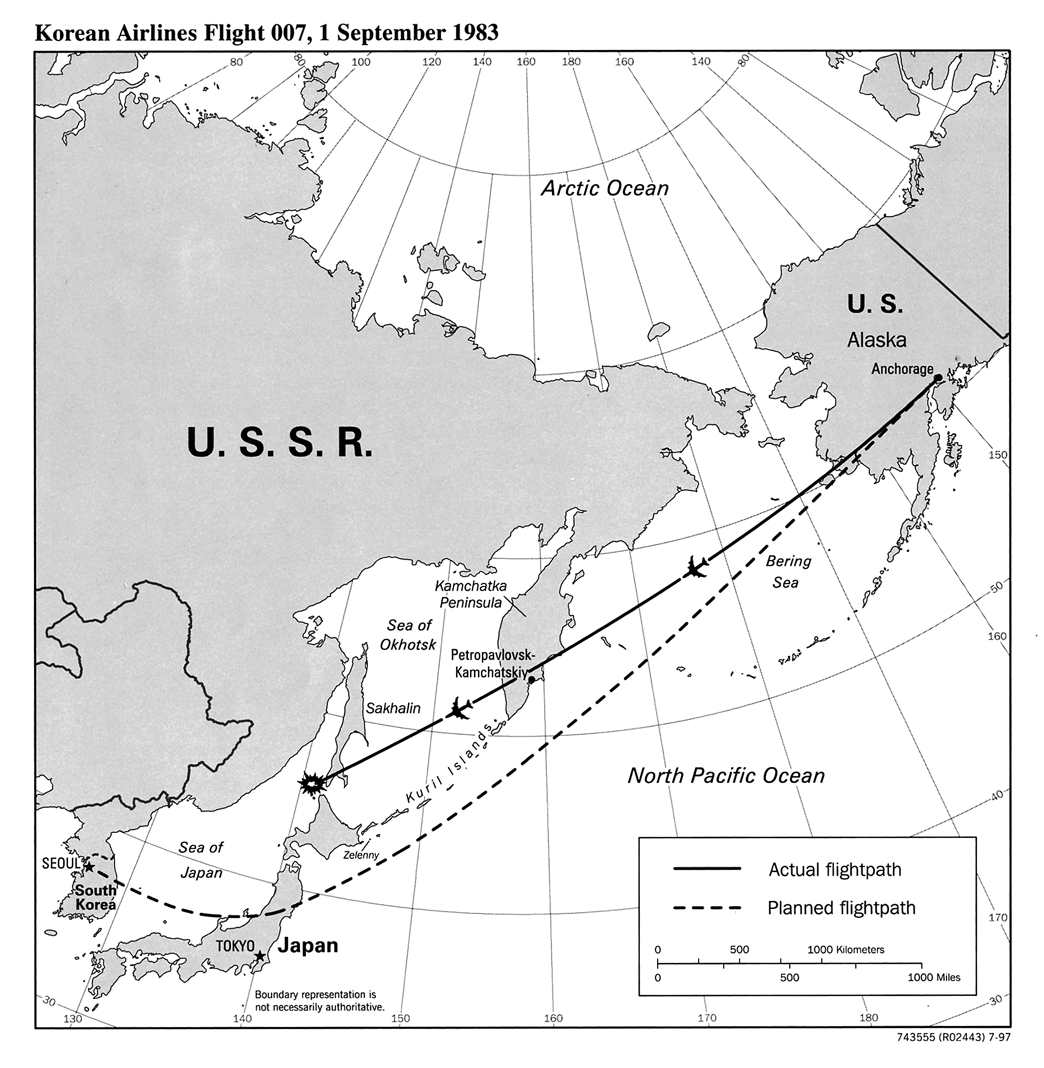
Mapa de la CIA on es mostra la diferència simplificada entre la ruta planejada (línia de punts) i la ruta actual del vol

Al voltant de 10 minuts després de l'enlairament, el KAL 007, que volava en un rumb de 245 graus, va començar a desviar-se a la dreta (nord) de la seva ruta assignada a Bethel; continuaria volant en aquest rumb constant durant les properes cinc hores i mitja.
El simulador de vol de l'Organització d'Aviació Civil Internacional (ICAO) i una anàlisi dels registres de vol van determinar que la desviació va ser causada, probablement, perquè l'avió tenia el pilot automàtic connectat en mode HEADING, després del punt en què hauria d'haver passat a mode INS. D'acord amb l'ICAO, el pilot automàtic no estava funcionant en mode INS per una d'aquestes dues raons: o bé la tripulació no va canviar el mode de pilot automàtic a INS (poc després de Cairn Mountain) o bé van seleccionar el mode INS, però no es va activar quan l'avió ja s'havia desviat del rumb per més de 7,5 milles nàutiques (13,9 km) del marge de tolerància admès per l'equip de navegació inercial. En ambdós escenaris, el pilot automàtic es va quedar en el mode HEADING, i el problema no va ser detectat per la tripulació.
Vint-i-vuit minuts després de l'enlairament, el radar civil de Kenai (ciutat d'Alaska), a la costa oriental de Cook Inlet i amb una cobertura de radar de 282 quilòmetres a l'oest d'Anchorage, va detectar que la ruta del KAL 007 es trobava 9 quilòmetres al nord d'on hauria d'haver estat.
Quan el KAL 007 no va arribar a Bethel, passats 50 minuts després de l'enlairament, el radar militar de King Salmon (Alaska), va rastrejar la ruta del KAL 007 i va descobrir que es trobava 12.6 milles nàutiques (23 quilòmetres) al nord d'on hauria d'haver estat. Amb tot i això, la Base de la Força Aèria d'Elmendorf (que es trobava en una posició apta per rebre la sortida del radar de King Salmon), estava assabentada de la desviació de la ruta en temps real i, per tant, podia advertir l'avió. Aquest havia excedit sis vegades el màxim de desviació esperat, 2 milles nàutiques (3.7 quilòmetres) del trajecte si el sistema de navegació inercial estava activat.
La divergència de ruta del KAL 007 va impedir que, des de l'avió, es transmetés la seva posició per VHF. Per tant, sol·licità al vol KAL 015, que també estava en ruta cap a Seül, que informés per ràdio al centre de control aeri en el seu nom. El KAL 007 sol·licità al KAL 015 que li transmetés la seva posició un total de tres cops. A les 14:43 UTC, el KAL 007 va transmetre directament un canvi en el seu temps estimat d'arribada per al seu proper punt de referència, NEEVA, a l'estació de servei de vol internacional d'Anchorage, però ho va fer en el rang de més alta freqüència de ràdio (HF) en comptes de VHF. Les transmissions d'alta freqüència són capaces d'arribar a una distància major que les de VHF, però són vulnerables a interferències i sorolls; la comunicació via VHF era més clara, menys interferències, i preferida pels tripulants dels avions. La impossibilitat d'establir comunicacions directes per ràdio per transmetre la seva posició no va alertar els pilots del KAL 007 de la seva desviació cada cop més creixent. i no va ser considerada inusual pels controladors del trànsit aeri. A mig camì entre Bethel i el punt de referència NABIE, el KAl 007 va passar a través de la posició més al sud de la zona d'amortiment del Comandament de defensa de l'espai aeri dels Estats Units. Aquesta zona, monitoritzada intensivament per l'National Security Agency dels Estats Units, es troba al nord de Romeo 20  i es considerava fora dels límits de l'aviació civil.
Un temps després d'abandonar les aigües territorials estatunidenques, el vol KAL 007 va creuar la línia internacional de canvi de data, on la data local canviava del 31 d'agost a l'1 de setembre de 1983.
El KAL 007 va continuar el seu viatge, desviant-se cada cop més (60 milles nàutiques, o sigui 110 quilòmetres) del curs del punt de referència NABIE cap al punt NUKKS, i al punt de referència NEEVA (160 milles nàutiques, o sigui 300 quilòmetres), fins que va arribar a la Península de Kamtxatka.

#### Consciència de la desviació del vol
Les raons que es posen per davant per explicar la desviació de l'avió abasten des d'una manca de consciència situacional per part dels pilots (ICAO), passant per una planeja i intencional desviació (Pearson), o bé un error en la programació del Sistema de Navegació Inercial per part de la tripulació (Hersh pp. 199–213, el "Harold Ewing scenario," que l'ICAO va estudiar amb gran detall). Tots els informes esmenten el fet que els pilots tenien diverses fonts d'informació que els podrien haver alertat que s'estaven desviant, cada cop més, de la ruta prevista. L'escenari plantejat per Ewing suggereix, addicionalment, que el copilot sabia que estaven volant fora de la ruta prevista, però com que la cultura de l'aerolínia desaconsellava a qualsevol que posés en qüestió la conducta en ple vol, aleshores no va dir res.
Indicador de situació horitzontal (HSI): L'indicador d'HSI necessàriament hauria d'haver alertat els pilots que s'estaven desviant de la ruta prevista. L'indicador d'HSI de cada pilot, capaç de mostrar desviacions de tan sols 8 milles del curs previst.
Amb tot i això, a les 13:49 UTC, els pilots varen informar que es trobaven a la ruta prevista ("007, Bethel at forty niner."). Cinquanta minuts després de l'enlairament, el radar militar de King Salmon, a Alaska, va localitzar el KAL 007 a més de 12.6 milles nàutiques (23 quilòmetres) fora de la ruta prevista. La desviació excedia l'exactitud esperada de l'INS (2 milles nàutiques una hora (=3.7 quilòmetres)) per un factor de sis.
Dificultats en molts informes demanats: El pilot i el copilot podrien haver estat advertits de la seriosa desviació de l'aeronau perquè ara, molt més que els 19.3 km de desviació del curs previst, el KAL 007 es trobava massa lluny de la ruta prevista perquè els pilots fessin els seus obligatoris informes per VHF, i havien de radiar aquests informes via KAL 015, just minuts abans i en la ruta (el KAL 007, que cada cop es desviava més de la ruta, es va posar en contacte per ràdio amb el vol KAL 015 tres cops, per tal de radiar els seus informes al Control de Trànsit Aeri d'Anchorage). En veure's forçat a comunicar amb el KAL 015 per radiar els missatges, el KAL 007 hauria d'haver (per definició) comprès que es trobaven ben lluny de la ruta programada.
Arribats a aquest moment del vol (14:43 UTC), el KAL 007 envià un avís mitjançant una "connexió" navegacional, l'Estació Internacional de Servei de Vol en HF. El vol 007, ara no excessivament distant per parlar directament amb el control d'Anchorage mitjançant el VHF, estava transmetent el seu missatge usant HF. En un altre moment d'aquest vol, al punt de control NABIE, el KAL 007 es trobava massa lluny al nord per poder contactar, via ràdio VHF, amb l'estació de control de trànsit aeri de l'illa de Sant Paul. El missatge era un canvi en el temps estimat d'arribada (Estimated Time Arrival, ETA, en anglès) per al proper punt de control, anomenat NEEVA, on s'endarreria de quatre minuts l'ETA que prèviament havia radiat el KAL 015 en el seu nom. Des que es va poder calcular un nou ETA mitjançant la lectura de la informació presentada per les pantalles de control del Sistema de Navegació Inercial, al pilot i al copilot se'ls va presentar l'oportunitat de verificar la seva posició i adonar-se de la seva enorme desviació.
Condicions de vent contràries del KAL 007 i el KAL 015:
El KAL 015 havia sortit uns 15 minuts després que el KAL 007. Uns 23 minuts abans de la tragèdia, els dos avions van comparar els temps que esperaven tenir al punt de control NOKKA, posició a la qual, aparentment, el KAL 015 arribaria sols quatre minuts després que el KAL 007. El KAL 015 va informar que s'havia trobat amb forts vents de cua, mentre que el KAL 007 havia trobat vents de cara. La paradoxa de les diferents condicions de vol experimentades pels dos avions que suposadament volaven gairebé junts va ser discutida a la cabina del KAL 007, però la tripulació no va poder extreure'n cap conclusió.
Radar meteorològic: Hi havia una última ajuda per alertar la tripulació. Amb consoles als genolls del pilot i el copilot, el radar meteorològic de l'avió podria haver alertat els pilots que es trobaven sobre Kamtxatka, primer, i sobre les Sakhalín, després, del fet que ja no estaven volant sobre l'aigua, com així hauria d'haver estat. El radar meteorològic té dues maneres d'operació: de terra (quan seria possible mirar avall i veure l'aigua o les masses de terra tan bé com els contorns de les línies de costa) i mode de vigilància del temps per detecció de tempestes. En el mode d'operació per terra, el KAL 007 sols podia assegurar que la massa de terra de Kamtxatka i la cadena d'illes Kurils els quedaria a la seva dreta. Aquella nit, tanmateix, el radar meteorològic del KAL 007 no estava probablement en mode de mapeig de terra, a causa de les inclemències del temps. L'anàlisi meteorològica de l'ICAO va concloure que "hi havia una densa capa de núvols a nivell baix, mig i alt, sobre el sud de Kamtxatka, associats amb un actiu front fred".” L'anàlisi de l'ICAO sobre el funcionament del radar meteorològic del KAL conclouria que "el radar no estava funcionant adequadament o que la capacitat de mapeig del sòl no es va utilitzar".”
D'acord amb l'ICAO, un bon indicador de la manca de consciència del pilot respecte a la desviació de la ruta del seu vol, era una burleta i informal conversa del pilot, en un moment en què la consciència de la desviació cap a un espai aeri hostil hauria incrementat la tensió i hauria impedit això.

### Abatiment de l'avió
El 1983, l'escalada de tensió de la Guerra freda es trobava en el seu punt més àlgid per diversos factors. Aquests incloïen la Iniciativa de Defensa Estratègica dels Estats Units, el seu pla de desplegament de míssils Pershing II a Europa, i les maniobres navals del 83, les més àmplies fetes fins a la data al nord del Pacífic. Diversos avions procedents de vaixells USS Midway i USS Entreprise havien sobrevolat repetidament instal·lacions militars soviètiques a les Illes Kurils durant aquests exercicis, amb el resultat de dimissions o severs advertiments dels oficials militars soviètics, que havien estat incapaços d'abatre'ls. Pel cantó soviètic, l'Operació RIAN s'havia ampliat. Per acabar, hi havia una major alerta al voltant de la Península de Kamtxatka
en el moment que el KAL 007 es trobava a la rodalia, perquè s'havien programat tests de míssils soviètics per al mateix dia. Un avió de reconeixement RC-135 de la Força Aèria dels Estats Units, que volava en aquella àrea, estava monitoritzant les proves dels míssils fora de la península.
A les 15:51 UTC, d'acord amb les fonts soviètiques, el KAL 007 va entrar a l'espai aeri restringit de la Península de Kamtxatka. La zona d'amortiment s'estenia a 321.8 km (200 milles) de la costa de Kamtxatka, i és coneguda com a Regió d'informació de vol (Fligt information region, FIR). El radi de 160.9 km de la zona d'amortiment més propera a territori soviètic tenia la designació addicional d'espai aeri prohibit. Quan el KAL 007 es trobava a uns 128.7 km de la costa de Kamtxatka, un MiG-23 i tres Su-15 Flagon reberen ordres d'interceptar, al més aviat possible, el Boeing 747.
S'havien experimentat problemes significatius de control i comandament quan s'intentava dirigir els ràpids avions militars al Boeing, abans que no se'ls acabés el combustible A més la persecució s'havia fet més difícil, d'acord amb els informes del capità de la Força Aèria Soviètica, Aleksndr Zuiev, que va desertar a Occident el 1989, perquè els vents de l'Àrtic havien deixat fora de servei el radar soviètic deu dies abans. L'avió de línia regular no identificat, per tant, va creuar sobre la Península de Kamtxatka i va tornar a l'espai aeri internacional, sobre el Mar d'Okhotsk sense ser interceptat.
El comandant de les Forces Aèries de Defensa del Discricte de l'Extrem Orient, general Valeri Kamensky, tenia la ferma decisió de destruir el KAL 007 fins i tot sobre aigües neutrals, però sols després que hi hagués una identificació positiva sobre el fet que no es tractava d'un avió de passatgers. El seu subordinat, general Anatoli Kornukov, comandant de la Base aèria de Sokol (més tard, va esdevenir comandant de la Força Aèria Russa), estava fermament convençut que no era necessària cap fer cap identificació positiva de "l'intrús", perquè ja havia volat sobre Kamtxatka.
| « | General Kornukov (al quarter general del districte militar -Gen. Kamenski): (5:47) "...simplement destruir [lo] fins i tot si està al damunt d'aigües neutrals ? Són les ordres de destruir-lo sobre aigües neutrals ? Oh, bé." Kamenski: Hem d'esbrinar-ho, potser és algun avió civil o Déu sap què." Kornukov: "Què és això de civil ? Ha volat damunt de Kamtxatka! Ve de l'oceà sense identificació. Estic donant l'ordre d'atacar si creua la frontera de l'Estat." | » |

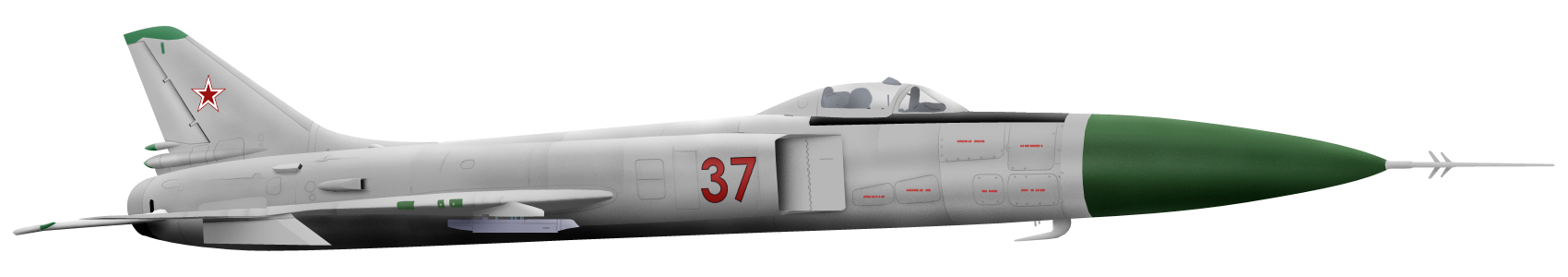
interceptor soviètic Sukhoi Su-15 Flagon

Les unitats de la Força Aèria Soviètica que havien estat rastrejant l'avió coreà durant més d'una hora mentre entrava i sortia de l'espai aeri soviètic, ara havien classificat l'avió com a objectiu militar quan va reentrar al seu espai aeri, sobre Sakhalín.
Després de la perllongada intercepció des de terra, els tres caces Su-15 (que sortien de la propera base aèria de Dolinsk-Sokol i el Mig-23 (de la base aèria de Smirnykh) van aconseguir establir contacte visual amb el Boeing. Un dels pilots dels Su-15 va disparar bengales d'advertiment, però va tornar a dir més tard, el 1991:
| « | Vaig disparar quatre ràfegues, més de 200 projectils. Era tot allò bo que es podia fer. Després de tot, jo estava carregat amb munició perforant de blindatge, no amb bengales traçadores. Era dubtós que algú els pogués veure... | » |

Arribats a aquest apunt, el KAL 007 va contactar amb el Centre de Control del Trànsit Aeri de Tòquio, i va demanar permís per ascendir a major alçada, per tal d'estalviar combustible; la petició va ser acceptada, i així el Boeing va començar a ascendir, gradualment i lenta, canviant velocitat per altitud. La disminució de velocitat va fer que els caces perseguidors depassessin el Boeing, la qual cosa es va interpretar com una maniobra evasiva. Hi havia ordres d'abatre el KAL 007 si l'avió sortia altre cop de l'espai aeri soviètic. Pels volts de les 18:26 UTC, sota la pressió del general Anatoli Kornukov, comandant de les bases aèries de Sokol a Sakhalín, i donat que els controladors de terra no volien deixar escapar l'avió a l'espai aeri internacional, el cap de l'esquadró es va poder endarrerir cap a una posició des de la qual podria disparar dos míssils Kaliningrad K-8 a l'avió.

#### Records de l'abatiment per part dels pilots soviètics
En una entrevista concedida a Izvestia, el major Gennadi Osipovitx, pilot de l'interceptor Su-15 que va abatre el 747, va parlar sobre els records que tenia dels fets que van conduir a l'abatiment. Contràriament a la versió oficial emesa pels soviètics en aquell moment, va recordar haver dit als controladors de terra que estava veient llums intermitents. Va continuar dient que "Vaig veure dues fileres de finestres i sabia que això era un Boeing. Sabia que era un avió civil. Però per a mí això no significava res. És fàcil convertir un avió civil en un d'ús militar.." A més no va donar una descripció detallada de l'avió als seus controladors de terra: "No vaig dir a terra que era un tipus d'avió Boeing; ells no em van preguntar."
Quan va comentar el moment en què el KAL 007 va començar a ascendir lentament, i aleshores va maniobrar a fi i efecte de llençar els míssils, Osipovitx va dir:

"Ells [KAL 007] van reduir ràpidament la seva velocitat. Estaven volant a 400 quilòmetres per hora. La meva velocitat era de més de 400. Era simplement incapaç de volar més a poc a poc En la meva opinió, la intenció de 'intrús era planejar. Si jo no volia entrar en pèrdua, em veia forçat a depassar-lo. Això és exactament el que va passar. Haviem estat volant al voltant de l'illa Sakhalín. En aquell punt és estreta, l'objectiu estava a punt d'escapar-se. Aleshores, els controladors de terra van donar l'ordre: Destrueixi l'objectiu. Això era fàcil de dir. Però com ? Amb projectils ? Ja havia n'havia gastats 243. Abordant-lo ? Sempre havia pensat en això com una pobre solució. Envestir-lo és l'última opció. En aquest cas concret, jo ja havia completat el meu torn i estava baixant al damunt d'ell. Aleshores, vaig tenir una idea. Em vaig deixar caure des d'uns 2000 metres...postcombustió. Vaig encendre els míssils i vaig fer pujar el nas bruscament. Genial ! Tenia un míssil de camí".

"Nosaltres vam abatre l'avió legalment...Després vam començar a mentir sobre petits detalls: l'avió havia estat volant, suposadament, sense llums de posició o llum estroboscòpica, es van disparar bales traçadores, o que vaig tenir contacte per ràdio amb ells a través de la freqüència d'emergència de 121.5 megahertzs"

#### Jerarquia del comandament soviètic de l'abatiment

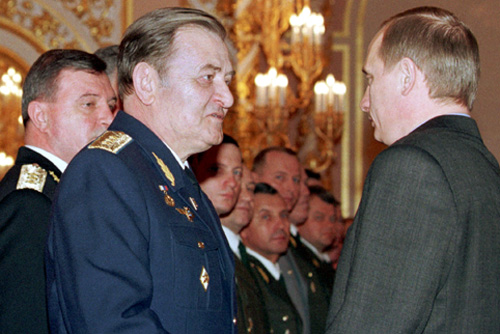
Anatoli Kornukov amb Vladimir Putin

Les transcripcions de les comunicacions militars soviètiques en temps reals suggereixen la cadena de comandament des del general de més nivell al major Osipovitx, el pilot de l'interceptor SU-15 que va abatre el KAL 007. En ordre invers, són el major Gennadi Osipovitx, tinent coronel Titovnin, del Centre de control de combat - Divisió de caces; tinent coronel Maistrenko, que actua com a Cap de l'Estat Major de la base àeria de caces de Smirnykh, el qual va confirmar l'ordre d'abatiment a Titovnin, Titovnin: confirma vostè l'operació ?, Maistrenko: si; tinent coronel Gerasimenko, actuant com a comandant del 41è regiment de caces. Gerasimenko (al Gen Kornukov): Tasca rebuda. Destruir objectiu 60-65 amb foc de míssils. Accepto control del caça des de Smirnikh; general Anatoli Kornukov, comandant de la base aèria de Sokok -. Kornukov (al tinent coronel Garasimenko): repeteixo la tasca, dispari els míssils, dispari l'objectiu 60-65. Destrueixi objectiu 60-65...Prengui el control del Mig-23 des de Smirnikh, avisi el 163 (el Su-15 que finalment va disparar), avisi el 163. Està darrere de l'objectiu en aquest moment. Destrueixi l'objectiu !...Dugui endavant la tasca. Destruexi'l !; general Valery Kamensky, comandant de les Forces de Defensa del Districte Militar de l'Extrem Orient, General Kornukov (al quarter general de les Forces de Defensa de l'Aire del districte militar - general Kamenski): ...simplement destruir-lo, fins i tot si es troba sobre aigües neutrals ? Les ordres són destruir-lo sobre aigües neutrals ? Ah, bé.;"Es van usar armes, es van autoritzar armes al més alt nivell. Ivan Moiseevitx ho va autoritzar. Hola, hola. Digui-ho altre cop. No el puc sentir bé. Va donar l'ordre. Hola, hola, hola. Sí, sí. Ivan Moiseevitx va donar l'ordre, Tretyak. Roger, roger. Les armes van ser usades segons la seva ordre"

#### Vol post-atac
En el moment de l'atac, l'avió havia canviat d'altutud, a uns 10.600 metres. Les cintes de la caixa negra referents a les converses dels pilots indiquen que la tripulació no s'havia assabentat que estaven fora de ruta i violaven l'espai aeri soviètic.D'aquestes gravacions es desprèn també que la tripulació va mantenir un control limitat de l'avió, durant el seu descens prop de l'illa Moneron. L'avió va ser albirat visualment, per últim cop, per Osipovitx, el qual va dir que "d'alguna manera estava descendint lentament" sobre l'illa Moneron. L'aeronau va desaparèixer del radar militar de llarg abast de Wakkanai, a Hokkaidō (Japó) quan es trobava a una alçada de 300 metres.
Amb tota probabilitat, el KAL 007 va ser atacat en espai aeri internacional (segons els informes russos de 1993 sobre míssils disparats fora del seu territori), a les coordenades 46° 46′ 27″ N, 141° 32′ 48″ E / 46.77417°N,141.54667°E, tot i que el que el pilot interceptor va afirmar el contrari en una entrevista posterior. Els informes inicials que l'avió havia estat forçat a aterrar a Sakhalín es va provar que eren falsos. Un d'aquests informes, transmès pel portaveu oficial de l'Administració Federal d'Aviació (FAA) a la secretaria de premsa de Larry McDonald era que l'FAA havia estat informada per l'Oficina Japonesa d'Aviació Civil que "la força de radars d'autodefensa japonesa va confirmar que el radar de Hokkaido havia seguit el vol de Koean Airlines fins que va aterrar a territori soviètic a l'illa de Sakhalinsk i està confirmat que el congressista McDonald es trobava a bord."
Un pescador japonès va informar posteriorment a l'Agència Japonesa de Seguretat Marítima que havia sentit un avió que volava a baixa, però el va veure. Després es va escoltar "un soroll fort seguit d'un brillant esclat de llum a l'horitzó, després un altre soroll sord i un flaix de menor intensitat de la llum en l'horitzó" així com olor de combustible d'aviació".

#### Resposta del comandament soviètic al vol de post-detonació
Encara que el pilot interceptor va informar al control en terra, "objectiu destruït", el comandament soviètic, del general cap avall, va manifestar sorpresa i consternació pel fet que el KAL 007 continués volant, i la possibilitat de recuperar la seva altitud i maniobrabilitat. La consternació va continuar amb el subsegüent nivell de vol a una altitud de 5000 metres i després amb el seu descens en espiral sobre l'illa Moner.

## Recerca i rescat

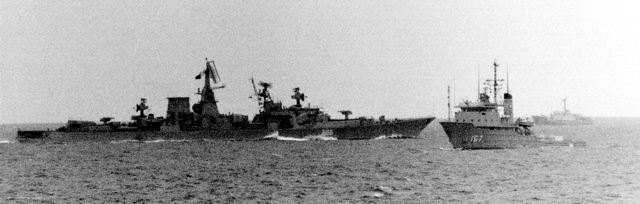
La flota de remolcadors Narragansett T-ATF-167 és vigilada de prop per un vaixell de guerra soviètic, durant les operacions de salvament del vol de Korean Airlines (1983)

Com a resultat de les tensions de la Guerra Freda, les operacions de recerca i rescat de la Unió Soviètica no estaven coordinades amb les dels Estats Units, Corea del Sud i Japó.. En conseqüència, la informació no va ser compartida, i cada bàndol es va esforçar per assetjar o obtenir proves que impliquessin l'altre Els registres de dades de vol van ser les peces clau de les proves cercades per les dues faccions, amb els Estats Units que insistien que hi hagués present un observador independent de l'ICAO en un dels vaixells de salvament, en el cas que es trobessin aquests registres (la caixa negra). Les fronteres internacionals no estan ben definits en alta mar, la qual cosa va donar lloc a nombrosos enfrontaments entre el gran nombre de vaixells de guerra enemics que estaven reunits a la zona.

### Recerca soviètica i missió de rescat a l'illa Moneron

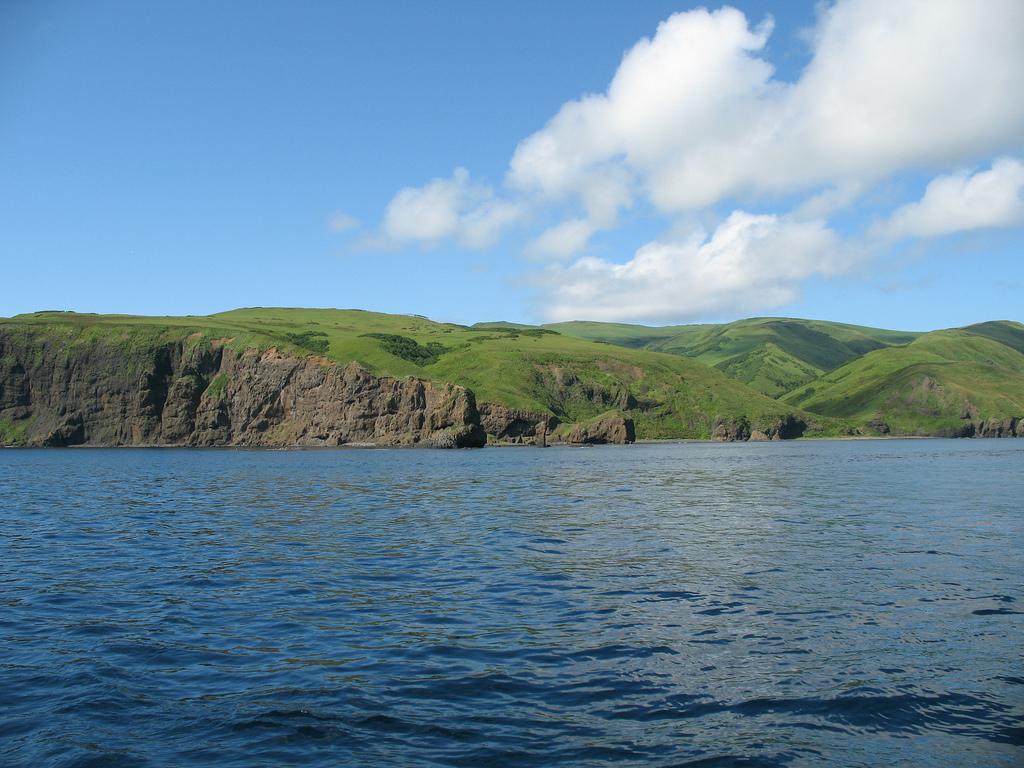
Illa Moneron

Els soviètics no va reconèixer l'abatiment de l'aeronau fins al 6 de setembre. Vuit dies després de l'abatiment, el mariscal de la Unió Soviètica i Cap de l'Estat Major, Nikolai Ogarkov va negar tenir coneixement d'on havia caigut el KAL 007 Però després de nou anys, la Federació de Rússia va lliurar les transcripcions de les comunicacions militars soviètics que va mostrar que almenys hi ha documentades dues missions de recerca i salvament. Aquestes missions es van ordenar a la mitja hora de l'atac fins a l'última localització soviètica verificada del descens de l'avió jumbo, sobre l'Illa Moneron: la primera recerca es va ordenar a partir de la Base aèria de Smirnykh, en el centre de Sakhalín, a les 18:47 GMT, nou minuts després del KAL 007 hagués desaparegut dels radars soviètics, i va portar helicòpters de rescat des de la base aèria de Khomutovo, des de l'aeroport civil i militar a Yuzhno-Sakhalinsk, ciutat al sud de Sakhalín, i llanxes de tropes de frontera de l'URSS a l'àrea La segona recerca es va ordenar 8 minuts més tard pel Comandant Adjunt del Districte Militar de l'Extrem Orient, general Strogov, i va involucrar als arrossegadors (pesquers) civils que es trobaven en l'àrea al voltant de Monera. "La guàrdia de fronteres. Quins vaixells tenim ara prop de l'illa Moneron ? Si són civils, enviï'ls aquí immediatament !" Moneron està situada a l'oest de l'illa Sakhalín 46° 15′ N, 141° 14′ E / 46.250°N,141.233°E. És l'única massa de terra en tot l'estret de Tatària.

## Recerca del KAL 007 en aigües internacionals

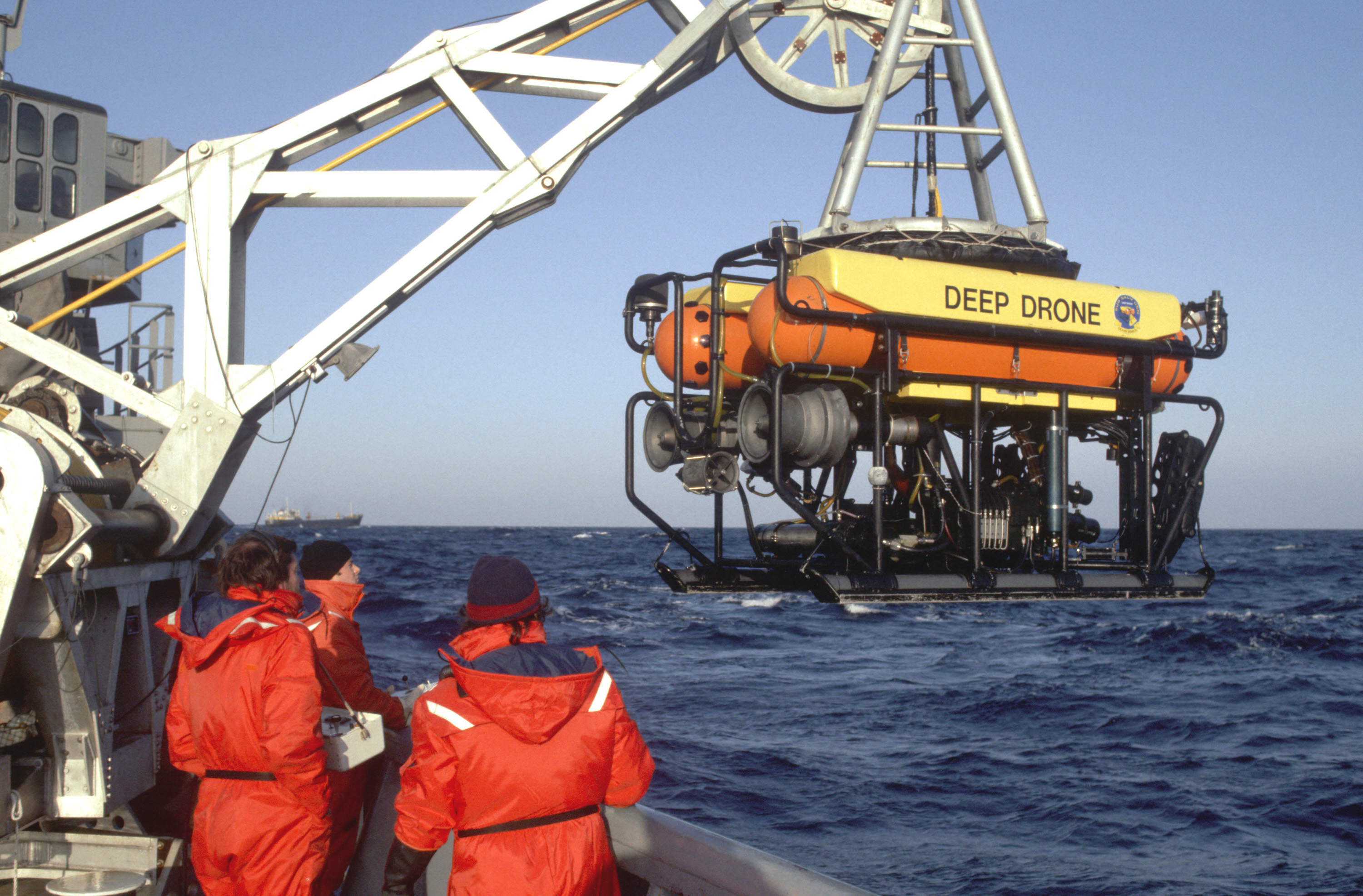
El submergible Deep Drone és desplegat des del vaixell estatunidenc Narragansett (T-ATF 167)

Des de principis de setembre fins a principis de novembre, els EUA amb els japonesos i els coreans del Sud va dur a terme una operació de recerca i rescat] conjunta i operacions de salvament marítim. L'Almirall Walter T. Piotti Jr, comandant de la Task Force 71, de la 7a flota resumiria així les operacions de recerca i salvament que van dur a terme tant els EUA i els seus aliats com els soviètics:

"Des de l'accident nuclear de Palomares mai la Marina dels Estats Units no ha dut a terme un esforç de recerca d'aquesta magnitud per torbar les restes de l'accident del vol 007."

"En sis dies des de la caiguda del KAL 007, els soviètics havien desplegat sis vaixells a la zona on va caure. Durant les següents 8 setmanes d'observació per unitats navals dels EUA aquest nombre va créixer a una mitjana diària de 19 vaixells, entre vaixells de l'Armada i comercials (però, sens dubte, subordinats a l'Armada) a la zona de recerca i salvament (RS). El nombre de vaixells soviètics a l'àrea d'RS, en aquest període, va oscil·lar entre un mínim de sis i un màxim de trenta-dos, inclosos com a mínim quaranta-vuit vaixells de quaranta classes diferents de vaixells".

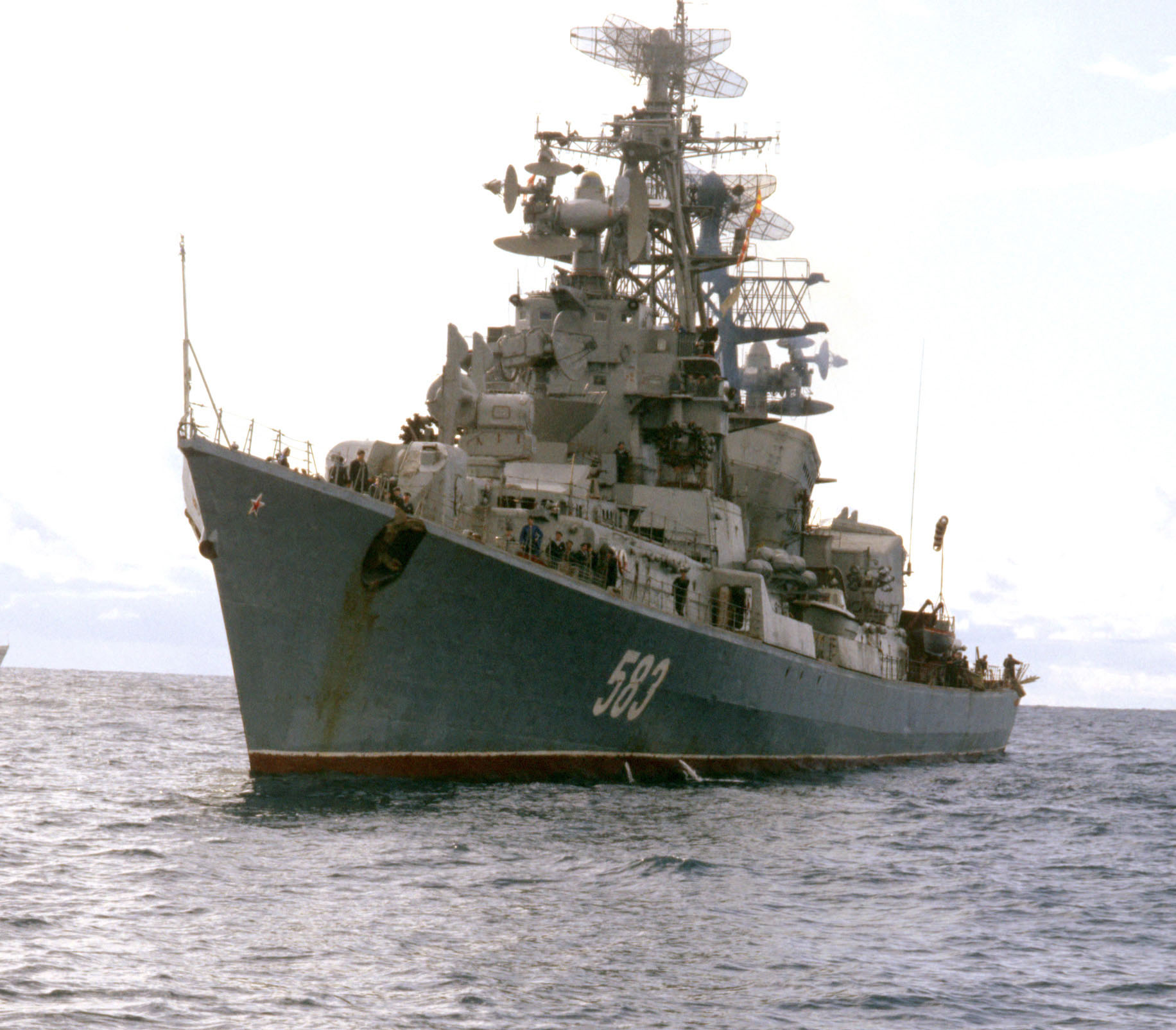
El destructor soviètic Odarennyy vigila els vaixells de la Task Force 71, quan duen a terme les operacions de recerca del vol KAL 007

Aquestes missions es van trobar amb la ingerència dels soviètics, en el qual constituïa una flagrant violació d'un acord signat entre els Estats Units i l'URSS el 1972, segons el qual ambdues parts es comprometien a la no-ingerència en les maniobres navals de l'altra part. També es van donar casos d'utilització de banderes i senyals de llum falses. Es va enviar un destacament que va intentar abordar un vaixell auxiliar dels Estats Units (aquest intent fou bloquejat per la interposició d'un vaixell de guerra dels EUA), es va interferir un helicòpter que havia sortit de l'USS Elliot (DD-967), es van intentar envestir les plataformes utilitzades pels coreans del Sud al quadrant on feien la recerca; hi va haver maniobres del vaixell Gavrila Saritxev i gairebé es va produir una col·lisió amb l'USS Callaghan (DDG-994); eliminació del sonar dels EUA, establiment d'una falsa radiobalisa de socors en les profundes aigües internacionals, l'enviament de bombarders Backfire armats amb míssils amb armes nuclears per amenaçar les unitats de l'Armada dels Estats Units, entrecreuar-se davant dels vaixells de guerra dels EUA, talls o intents de talls d'amarratges dels vaixells japonesos auxiliars, en particular el Kaiko Maru III, i amenaces diverses amb les armes del vaixells soviètics.
D'acord amb els informes de l'ICAO: "La localització del lloc principal de l'accident no fou determinada...la posició aproximada era 46° 34′ N, 141° 17′ E / 46.567°N,141.283°E, que estava situat en aigües internacionals." Aquest punt es troba a uns 66 km de l'illa Moneron, i a 72 km de la costa de Sakhalín i a 53 km del punt de l'atac.
L'Almirall Walter T. Piotti Jr, comandant de la Task Force 71 de la 7a flota, creia que la recerca del KAL 007 en aigües internacionals havia estat una recerca en el lloc equivocat i avaluà:
| « | "Si a TF [Task Force] 71 li hagués estat permesa la cerca sense restriccions imposades per les reclamades aigües territorials, hi hauria hagut una bona probabilitat d'haver trobat l'aeronau. No es van trobar restes de KAL 007. Tanmateix, l'operació va establir que, amb un 65% de probabilitat, les restes o una part significativa de l'avió, no es trobaven a l'àrea fora de les dotze milles que els soviètics afirmen com a límit territorial. | » |

 "
En una audiència de l'OACI el 15 setembre 1983, J. Lynn Helms, el cap de l'Administració Federal d'Aviació, va declarar: "L'URSS s'ha negat a permetre que unitats de recerca i rescat d'altres països entressin a les aigües territorials soviètiques per buscar les restes de KAL 007. D'altra banda, la Unió Soviètica ha bloquejat l'accés al lloc probable de l'accident i s'ha negat a cooperar amb altres parts interessades, per garantir la ràpida recuperació de tot l'equip tècnic, restes i altres materials."

## Esdeveniments polítics
L'abatiment va tenir lloc en un moment molt tens de les relacions entre la Unió Soviètica i els Estats Units durant la Guerra Freda. Els Estats Units van adoptar l'estratègia d'alliberar una quantitat substancial d'informació, que fins aleshores havia estat classificada com a altament secreta, per tal de guanyar la batalla de la propaganda envers l'URSS. Sis hores després que l'avió fos abatut, el govern de Corea del Sud va publicar un anunci segons el qual l'avió havia estat obligat a aterrar bruscament pels russos, i que tots els passatgers i la tripulació estaven fora de perill.
El Secretari d'Estat George P. Shultz va fer una conferència de premsa sobre l'incident a les 10:45 de l'1 de setembre, durant la qual va divulgar alguns detalls sobre comunicacions soviètiques interceptades i va denunciar les accions de la Unió Soviètica.

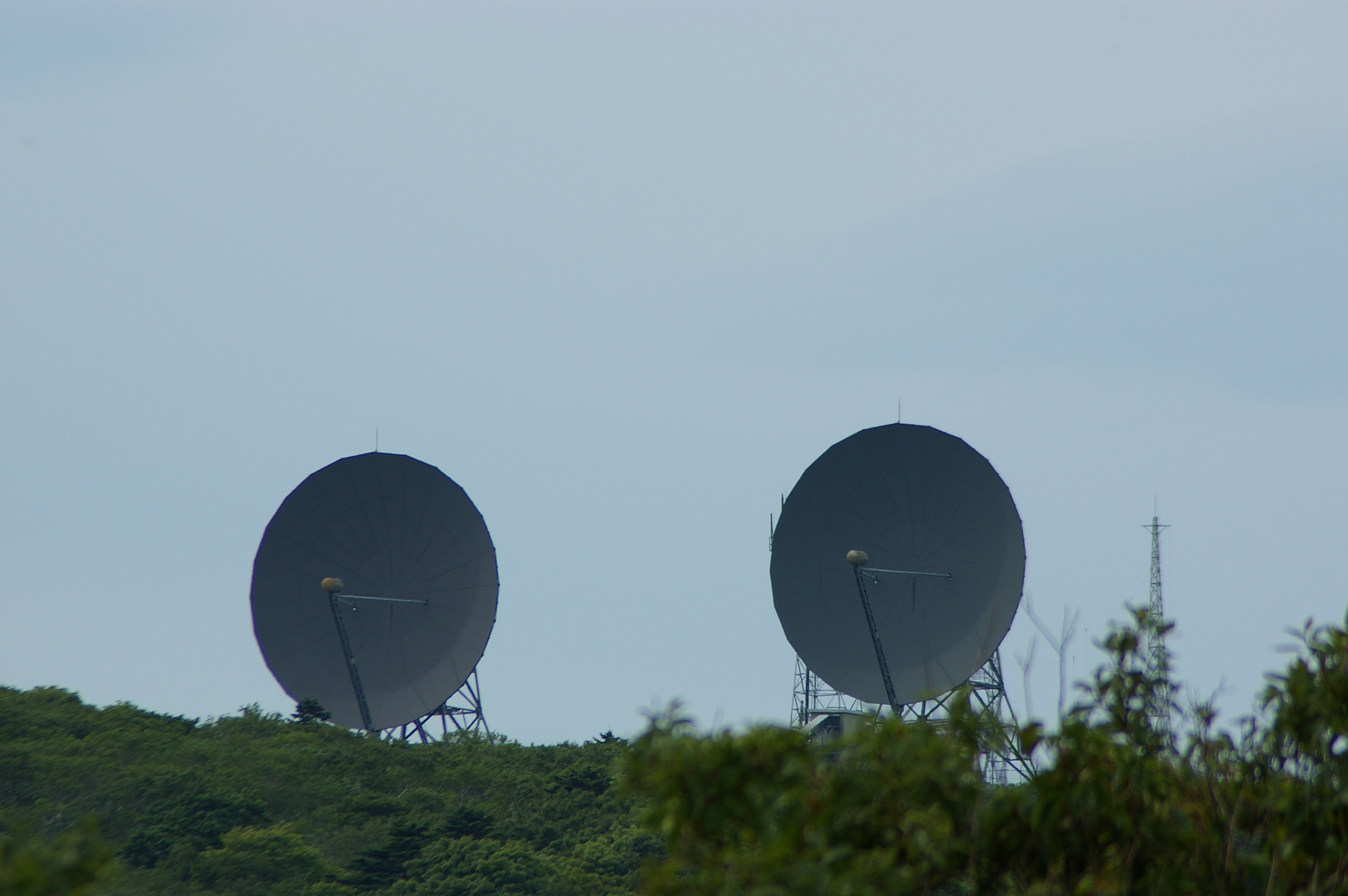
Estació de seguiment amb radars a Wakkanai.

El Secretari General Iuri Andrópov, amb l'assessorament del Ministre de Defensa Dmitri Ustinov, però contra el parer del Ministeri d'Afers Exteriors, inicialment va decidir no admetre que havien abatut l'avió, amb el benentès que ningú no podria esbrinar-ho o seria capaç de provar el contrari. En conseqüència, l'agència TASS, dotze hores més tard, sols va informar que s'havia interceptat un avió no identificat, per part de caces soviètics, que volava sense llums i que havia violat l'espai aeri soviètic sobre Sakhalín. Suposadament, l'avió no havia respost als advertiments i va continuar volant cap al Mar del Japó. Alguns comentaristes creuen que la inepta manera en què es van manipular els esdeveniments polítics per part del govern soviètic, es va veure afectada per la mala salut d'Andrópov, qui va ser hospitalitzat de forma permanent a finals de setembre o principis d'octubre de 1983.
El 5 de setembre de 1983, el president dels EUA, Ronald Reagan va condemnar l'abatiment de l'avió com a "massacre de l'aerolínia de Corea", un "crim contra la humanitat, [que] no ha de ser oblidat" i un "acte de barbàrie ... [i] brutalitat inhumana " L'endemà, l'ambaixadora dels EUA a les Nacions Unides Jeane Kirkpatrick va encarregar una presentació audiovisual davant del Consell de Seguretat de les Nacions Unides, utilitzant cintes d'àudio dels pilots soviètics, converses de ràdio i un mapa de la ruta de vol 007 on es representava el seu abatiment. Després d'aquesta presentació, l'agència TASS va reconèixer, per primera vegada, que l'avió havia estat abatut, en efecte, després que els advertiments van ser ignorats. Els soviètics van desafiar molts dels fets presentats pels EUA, i per primera vegada, es va esmentar la presència d'un avió de vigilància RC-135 el camí del qual s'hauria creuat amb el del KAL 007.

El 7 de setembre, el Japó i els Estats Units van publicar conjuntament una transcripció de les comunicacions soviètiques, interceptades pel servei de radioescolta a Wakkanai,en una sessió d'emergència de la Consell de Seguretat de les Nacions Unides El president dels EUA Ronald Reagan va publicar un Directiva de Seguretat Nacional que indicava que els soviètics no se sortirien amb la seva, i va iniciar "un major esforç diplomàtic per mantenir l'atenció internacional i nacional focalitzada en l'acció de la Unió Soviètica ". El moviment va ser vist pels líders soviètics com la confirmació de les males intencions d'Occident.
Estava prevista una cimera d'alt nivell entre els Estats Units i la Unió Soviètica, la primera en gairebé un any, ell 8 de setembre de 1983 a Madrid. La reunió de Shultz i Gromyko va tirar endavant, però fou enterbolida pels esdeveniments del KAL 007. La cimera va acabar de manera aspra, amb una declaració de Shultz on va dir: "La resposta que m'ha donat avui el ministre de Relacions Exteriors Gromyko, és fins i tot més insatisfactòria que la que va donar ahir en públic. Em sembla totalment inacceptable. El president Reagan va ordenar a l'Administració Federal d'Aviació (FAA), el 15 de setembre de 1983, que revoqués la llicència de l'aerolínia nacional soviètica, Aeroflot, per operar vols des de i cap als EUA, per la qual cosa els vols des d'Amèrica del Nord només estaven disponibles a través de ciutats Canadà i Mèxic, cosa que va obligar el ministre soviètic de Relacions Exteriors a cancel·lar el seu viatge programat a les Nacions Unides. El servei d'Aeroflot als EUA no va ser restaurat fins al 29 d'abril 1986.
Es va celebrar una sessió d'emergència de l'OACI a Montreal El 12 de setembre de 1983, la Unió Soviètica va utilitzar el seu dret de vet al Consell de Seguretat de l'ONU per bloquejar una resolució de les Nacions Unides que condemnava l'abatiment de l'aeronau.

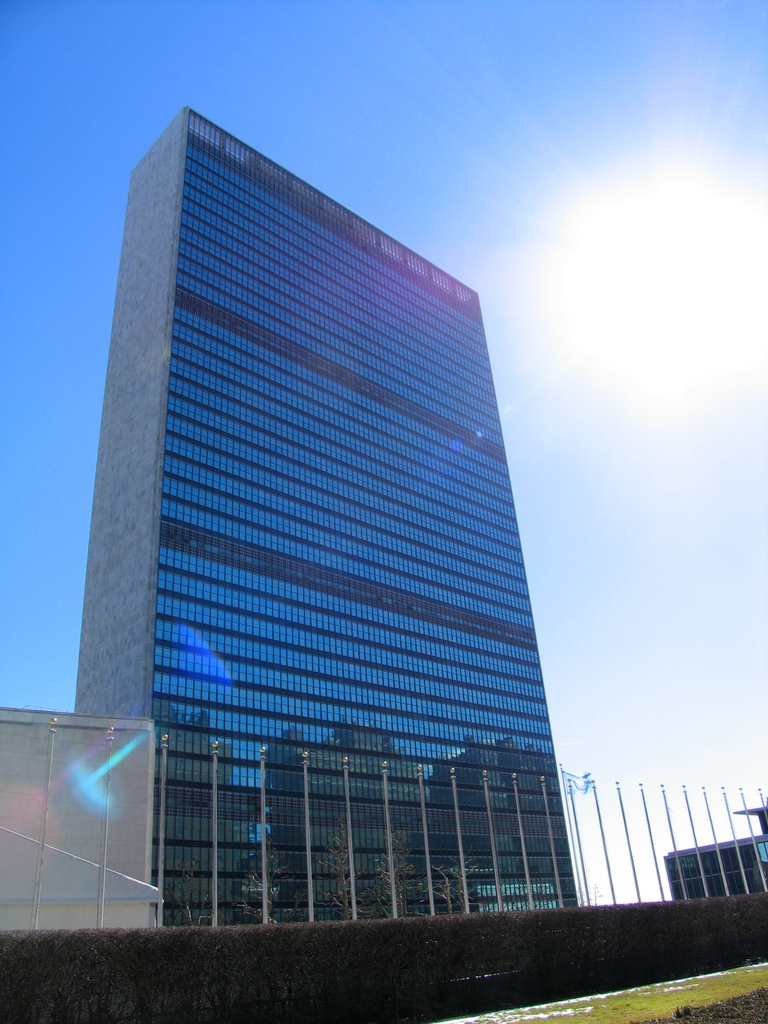
Edifici de les Nacions Unides a Nova York

Poc després de la Unió Soviètica hagués abatut el KAL 007, els òrgans legislatius de Nova York i Nova Jersey va negar els drets d'aterratge d'aeronaus soviètiques, en un cas de flagrant violació de la Carta de les Nacions Unides que requereix el país amfitrió (en aquest cas, Estats Units) perquè permeti l'accés a la seu de les Nacions Unides de tots els seus membres. En reacció a això, l'agència TASS i alguns a l'ONU van plantejar la qüestió de si l'ONU hauria de traslladar la seva seu fora dels Estats Units. Charles Lichenstein, en qualitat de representant permanent dels EUA davant l'ONU sota l'ambaixadora Kirkpatrick, va respondre: "No posarem cap impediment en el seu camí. Els membres de la missió dels EUA davant les Nacions Unides seran a baix, al moll, donant-li un afectuós comiat mentre navega en direcció al capvespre." Funcionaris del govern es van afanyar a anunciar que Lichenstein estava parlant només per a si mateix
En el context de la Guerra freda i de l'Operació RIAN, la Iniciativa de Defensa Estratègica, el desplegament de míssils Pershing II a Europa, i el properes maniobres militars Able Archer, el Govern soviètic considerà l'incident amb l'avió coreà com un presagi de la guerra. La jerarquia soviètica va adoptar la línia oficial, segons la qual, el vol KAL 007 estava en una missió d'espionatge, ja que "va volar profundament en territori soviètic durant diversos centenars de quilòmetres, sense respondre als senyals i va desobeir les ordres dels caces interceptors". Van proclamar que el seu propòsit (el del vol KAL 007) era provar les defenses aèries dels altament sensibles llocs militars soviètics a la península de Kamtxatka i a l'illa Sakhalín. El govern soviètic expressà el seu pesar per la pèrdua de vides, però no va oferir disculpes i no va respondre a les demandes d'indemnització. En canvi, l'URSS, va culpar la CIA per aquest "acte criminal, provocador", i va argumentar que el cas dels EUA era increïble:
| « | "Avui, quan totes les versions han estat vistes des de tots els angles possibles, quan els millors especialistes, inclosos els pilots que han volat amb Boeings durant milers d'hores, han declarat que tres computadores no es podien espatllar totes a l'hora, ni cinc transmissors de ràdio, no hi pot haver cap dubte sobre les intencions de l'avió intrús. Els pilots soviètics que van interceptar l'avió no podien saber que es tractava d'un avió civil. Estava volant sense les llums de navegació, en condicions de mala visibilitat i no responia als senyals de ràdio." | » |

## Investigacions

### National Transportation Safety Board (Junta nacional de seguretat en el transport)
Atès que l'aeronau havia partit de sòl dels EUA i havien mort ciutadans dels Estats Units, la National Transportation Safety Board (NTSB) és requerida legalment per investigar. En el matí de l'1 de setembre, el cap de la NTSB a Alaska, James Michelangelo, va rebre una ordre de l'NTSB a Washington a instàncies del Departament d'Estat on se li requeria que tots els documents relatius a la investigació de la NTSB fossin enviats a Washington, i li notificaven que el del Departament d'Estat a partir d'ara es faria càrrec de la investigació. El Departament d'Estat dels EUA, després de tancar la investigació de la NTSB sobre la base que no va ser un accident, prossegueix amb una investigació de l'OACI en el seu lloc.
Alguns experts, com ara Johnson, opinen que aquesta acció era il·legal, i que en l'ajornament de la investigació a l'OACI, el govern de Reagan va impedir que se cités qualsevol mena d'informació sensible militarment o política que podria haver avergonyit l'administració o contradir la seva versió dels fets. A diferència de la NTSB, l'OACI no pot obligar les persones a comparèixer ni obligar a lliurar documents, i depèn dels governs involucrats en aquest incident, els Estats Units, la Unió Soviètica, el Japó i Corea del Sud per tal que li subministrin proves voluntàriament.

### Investigació inicial de l'OACI (1983)
L'OACI només tenia una experiència d'investigació d'un accident aeri abans de l'enderrocament del Vol 007. Aquest fou l'incident del 21 de febrer de 1973, quan el vol 114 de Libyan Arab Airlines va ser enderrocat per avions F-4 israelians sobre la península del Sinaí. El conveni de l'OACI requeria l'Estat en el territori del qual havia tingut lloc l'accident (l'URSS) per dur a terme una investigació juntament amb el país de matriculació de l'aeronau (Corea del Sud), el país el control del trànsit aeri del qual estava a càrrec del vol (Japó), així com el fabricant de l'aeronau (Boeing).
La investigació de l'OACI no tenia autoritat per obligar els Estats involucrats a lliurar les proves, i en el seu lloc havia de dependre que aquests s'hi sotmetessin voluntàriament. En conseqüència, la investigació no tenia accés a proves sensibles, com les dades de radar, intercepció, cintes ATC, o la Gravació de Dades de Vol (en anglès, Flight Data Recorder, FDR) i Gravacions de Veu de la Cabina de Pilots (Cockpit Voice Recorder, CVR) (el descobriment de l'URSS s'havia mantingut en secret). Es van dur a terme una sèrie de simulacions amb l'ajuda de Boeing i Litton (el fabricant del sistema de navegació).
L'OIAC va lliurar el seu informe el 2 desembre de 1983, i aquest concloïa que la violació de l'espai aeri soviètic va ser accidental: una de dues explicacions per a la desviació de l'aeronau va ser que el pilot automàtic s'havia quedat en mode HEADING, en lloc d'estar en mode INS després de la seva sortida d'Anchorage. Postulava que aquest error de navegació a bord va ser causat per la incapacitat de la tripulació a l'hora de seleccionar el mode INS, o bé per la no activació de la navegació inercial quan es va seleccionar, donat que l'avió ja estava massa lluny de la seva ruta de vol. Es va determinar que la tripulació no es va adonar d'aquest error o posteriorment en realitzar els controls de navegació, que han revelat que l'avió se separava cada cop més de la seva ruta assignada. Això es va considerar, posteriorment, causat per una "manca de coneixement de la situació i coordinació de pilotatge".
L'informe inclou una declaració del govern soviètic on s'afirma que "fins al moment no han estat descobertes restes de les víctimes, els instruments o els seus components o els registradors de vol (caixes negres". Posteriorment es va demostrar que aquesta afirmació no era certa quan Borís Ieltsin va fer públic, el 1993, un memoràndum de novembre del 1983 del cap del KGB Víktor Txèbrikov i el Ministre de Defensa de l'URSS Dmitri Ustínov a Iuri Andrópov. En aquest memoràndum s'assenyalava que "en la tercera dècada d'octubre d'aquest any, l'equip en qüestió (el registrador de paràmetres de vol i el registrador de comunicacions de veu per la tripulació de vol amb estacions terrestres de vigilància aèria del trànsit i entre ells mateixos) va ser portat a bord d'un vaixell de recerca i enviat a Moscou amb avió per a la descodificació i la traducció a l'Institut d'Investigació Científica de Força Aèria". La declaració del govern soviètic a més es contradiu amb els bussejadors civils soviètics que més tard van recordar que veieren restes de l'aeronau en el fons del mar per primera vegada el 15 de setembre, dues setmanes després que l'avió hagués estat enderrocat.
Després de la publicació de l'informe, l'OACI va adoptar una resolució de condemna a la Unió Soviètica per l'atac. A més, l'informe va donar lloc a una esmena unànime el maig de 1984 - tot i que no va entrar en vigor fins a l'1 d'octubre del 1998 - al Conveni sobre aviació civil internacional que defineix l'ús de la força contra avions civils amb més detall. La modificació de l'article 3 (d) diu en part: "Els estats contractants reconeixen que tot Estat ha d'abstenir-se de recórrer a l'ús d'armes contra aeronaus civils en vol i que, en cas d'intercepció, les vides de les persones a bord i la seguretat de les aeronaus no s'ha de posar en perill."

### Dades del radar de la Força Aèria dels Estats Units
És habitual que la Força Aèria confisqui les dades de seguiment del radar que estan relacionades amb possibles litigis en casos d'accidents d'aviació. En el plet civil per danys i perjudicis, el Departament de Justícia dels Estats Units va explicar que les cintes de la instal·lació de radar de la Força Aèria a King Salmon, Alaska pertinents al vol KAL 007 en l'àrea de Bethel havien estat destruïdes i, per tant, no podien ser subministrades als demandants. Al principi, l'advocat del Departament de Justícia Jan Van Flatern va declarar que van ser destruïdes 15 dies després de l'enderroc. Més tard, em va dir que havia "parlat malament" i va canviar el temps de la destrucció a 30 hores després de l'esdeveniment. El portaveu del Pentàgon es va mostrar d'acord, i va dir que les cintes van ser reciclades per a la seva reutilització de 24 a 30 hores després; el destí de KAL 007 va ser conegut dins d'aquest marge de temps.

### Desenvolupament provisional

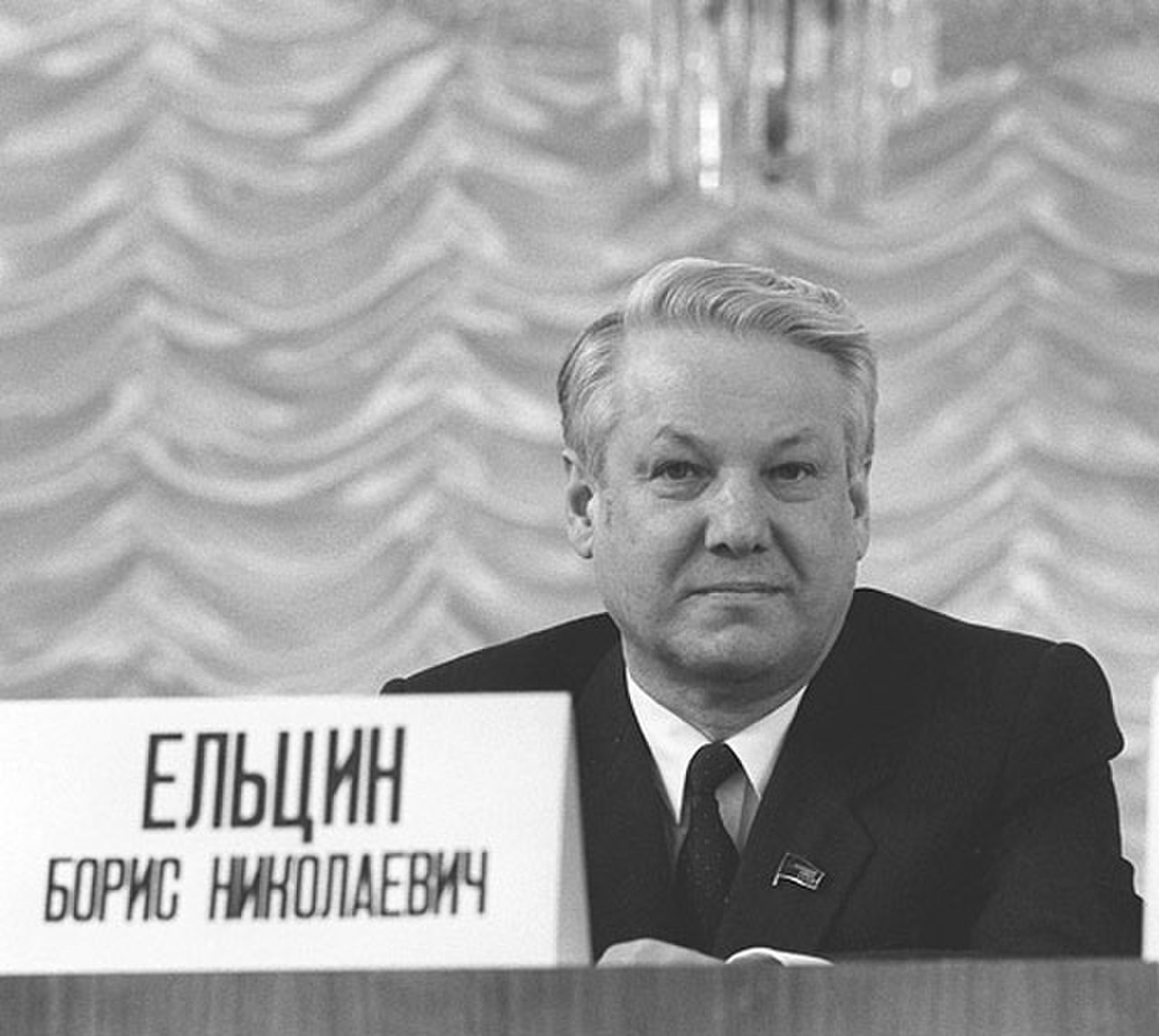
Borís Ieltsin

Hans-Ephraimson Abt, la filla d'Alice Ephraimson-Abt, que havia mort en el vol, va presidir l'Associació Americana per les Famílies de les Víctimes del KAL 007. Tota sola va fustigar tres administracions dels Estats Units a la recerca de respostes sobre el vol, va volar a Washington 250 vegades i va tenir reunions amb 149 funcionaris del Departament d'Estat. Després de la dissolució de l'URSS, Ephraimson-Abt persuadí els Senadors dels EUA Ted Kennedy, Sam Nunn, Carl Levin i Bill Bradley per escriure al president soviètic, Mikhaïl Gorbatxov i sol·licitar-li informació sobre el vol.
Les reformes de la Glàsnost en el mateix any van provocar una relaxació de censura de premsa i, en conseqüència van començar a aparèixer informes a la premsa soviètica que suggerien que els militars soviètics coneixien la ubicació de les restes de l'avió i estaven en possessió dels registradors de dades de vol. El 10 de desembre de 1991, el senador Jesse Helms de Comitè de Relacions Exteriors, va escriure a Borís Ieltsin per sol·licitar-li informació sobre la supervivència dels passatgers i la tripulació del vol KAL 007 incloent-hi el destí del congressista Larry McDonald.
El 17 de juny de 1992, el President Ieltsin va revelar que després de l'intent de cop a la Unió Soviètica del 1991, es van fer esforços concrets per localitzar documents de l'era soviètica relatius al KAL 007. Va esmentar el descobriment d'un "memoràndum del KGB al Comitè Central del Partit Comunista", on s'afirmava que havia tingut lloc una tragèdia i va afegir que "hi ha documents que aclareixin el panorama complet". Ieltsin va afirmar que el memoràndum continua dient que "aquests documents estan tan ben amagats que és dubtós que els nostres fills siguin capaços de trobar-los." L'11 de setembre de 1992, Ieltsin va reconèixer oficialment l'existència dels registradors, i es va comprometre a donar al govern de Corea del Sud una transcripció del contingut dels registradors de vol tal com es troben en els arxius del KGB.
L'octubre de 1992, Hans-Ephraimson Abt va encapçalar una delegació de familiars i funcionaris del Departament d'Estat dels Estats Units a Moscou per invitació del president Ieltsin. Durant una cerimònia oficial al Saló de Santa Caterina del Kremlin, a la delegació de familiars del KAL se li va entregar una carpeta que conté les transcripcions parcials de la gravadora de veu de cabina de vol KAL 007, traduïts al rus, i documents del Politburó pertanyents a la tragèdia.
El novembre de 1992, el president Ieltsin va lliurar els dos contenidors de gravadores al president de Corea del Sud Roh Tae-woo, però no les mateixes cintes. Al mes següent, l'OIAC va votar a favor de reobrir la investigació del KAL 007 per tal de tenir en compte la informació publicada recentment. Les cintes van ser lliurades a l'OACI a París el 8 de gener del 1993 També va lliurar al mateix temps les cintes de les comunicacions terra - aire de l'exèrcit soviètic. Les cintes van ser transcrites pel Bureau d'Enquêtes et d'Analyses pour la Sécurité de l'Aviation Civile (BEA) a París, en presència de representants del Japó, la Federació de Rússia, Corea del Sud i Estats Units.
Una investigació oficial del 1993 endegada per la Federació de Rússia va absoldre la jerarquia soviètica de tota culpa, i va determinar que l'incident va ser un cas d'identitat equivocada. El 28 de maig de 1993, l'OIAC va presentar el seu segon informe al Secretari General de les Nacions Unides.

#### Memoràndums soviètics
El 1992, el president rus Borís Ieltsin van desclassificar cinc memoràndums d'alt secret que daten d'un parell de setmanes després de l'enderrocament del KAL 007 en 1983. Els memoràndums contenien les comunicacions soviètiques (del Cap del KGB Víktor Txèbrikov i el ministre de Defensa Dmitri Ustínov al secretari general Iuri Andrópov) que van indicar que coneixien la ubicació de les restes KAL 007, mentre simulaven una recerca i assetjaven l'Armada nord-americana; havien trobat la posteriorment anhelada gravadora de veu de cabina el 20 d'octubre de 1983 (50 dies després de l'incident), i havien decidit mantenir aquest coneixement en secret; la raó d'aquesta decisió és que les cintes no podien donar suport inequívocament a la seva convicció que el vol KAL 007 sobre territori soviètic va ser una missió d'intel·ligència deliberadament planejada. Daniloff
| «                                                   | Els esforços de recerca simulats al mar del Japó estan sent realitzats pels nostres vaixells en l'actualitat per tal de desinformar els EUA i el Japó. Aquestes activitats es van interrompre de conformitat amb un pla específic ... Per tant, si els registradors de vol han de ser transferits als països occidentals les dades objectives poden igualment ser utilitzades per l'URSS i els països occidentals com a prova de punts de vista oposats sobre la naturalesa del vol de l'avió de Corea del Sud. En aquestes circumstàncies, no és descartable una nova etapa en la histèria antisoviètica. En relació amb tot l'esmentat anteriorment, sembla molt preferible de no transferir els registradors de vol a l'Organització d'Aviació Civil Internacional (OACI) o qualsevol tercer disposat a desxifrar el seu contingut. El fet que els registradors estan en possessió de l'URSS es mantindrà en secret ... Fins on tenim coneixement ni els EUA ni el Japó té cap informació sobre els registradors de vol. Hem fet els esforços necessaris per tal d'evitar la difusió de la informació en el futur. Tot esperant la seva aprovació | » |
| — D. Ustinov, V. Txèbrikov (foto) desembre de 1983" | |   |

La tercera nota reconeix que l'anàlisi de les cintes de la gravadora no va mostrar cap prova que l'interceptor soviètic intentés contactar amb KAL 007 per ràdio ni cap indicació que la tripulació del KAL 007 fos conscient dels trets d'advertència que els van disparar.

"No obstant això en el cas dels registradors de vol hagin d'estar disponibles per als països occidentals, les seves dades podran ser utilitzades per: confirmació de cap temptativa per l'aeronau interceptora d'establir un contacte per ràdio amb l'avió intrús a 121,5 MHz i que no hi va haver trets d'advertiment en l'última part del vol"

### Informe revisat de l'OACI (1993)

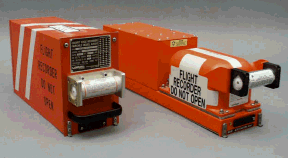
Una típica caixa negra

El 18 de novembre de 1992, el president rus Borís Ieltsin, en un gest de bona voluntat a Corea del Sud durant una visita a Seül per ratificar un nou tractat, va lliurar tant el registrador de dades de vol (Flight data recorder o FDR) com la gravadora de veu de cabina (Cockpit voice recorder o CVR) del KAL 007 Una investigació inicial per part de Corea del Sud va mostrar que l'FDR estava buida i que la CVR tenia una còpia inintel·ligible. Els russos lliuraren llavors les gravacions al secretari general de l'OACI L'informe de l'OACI va seguir donant suport a l'afirmació inicial que el KAL 007 va volar accidentalment per l'espai aeri soviètic, després d'escoltar les converses de la tripulació de vol enregistrades per la CVR, i amb la confirmació que, o bé l'avió havia volat en un rumb magnètic constant en lloc d'activar el Sistema de navegació inercial (INS) i seguir els seus punts assignats, o bé, si s'havia activat l'INS, ho havia fet quan l'avió s'havia desviat ja més enllà de les 7 1/2 milles nàutiques, considerades com el marge d'error admissible en la ruta si s'haguessin tingut en compte els punts de referència coneguts.
A més, la Federació Rússa va llurar les "Transcripcions de les Comunicacions dels Centres del Comandament de la Defensa Aèria de l'URSS a l'illa de Sakhalín" a l'OACI. Aquesta nova prova va desencadenar l'informe revisat de l'OACI el 1993, "L'Informe de la finalització del recull de la investigació", i s'afegeix al que s'havia fet. Aquestes transcripcions (de dos rodets de cinta, cadascun amb diverses pistes) són el temps especificat, uns per a la segona, de les comunicacions entre els diversos posts de comandament i altres instal·lacions militars, a Sakhalín, de l'època de les ordres inicials per a l'enderrocament, i després a través de l'aguait del vol 007 per part del comandant Osipovitx en el seu interceptor Sukhoi 15, i la descripció de l'atac tal com va ser vist i comentat pel general Kornukov, Comandant de la Base Aèria de Sokol, i per sota d'ell, pel Controlador de Combat, tinent coronel Titovnin.
Les transcripcions inclouen el vol després d'un atac de KAL 007 fins que hagué arribat a l'Illa Moneron, el descens del KAL 007 sobre Moneron, les primeres missions soviètiques de rescat a Moneron, la inútil recerca dels interceptors de suport del vol KAL 007 en l'aigua, i acaba amb l'informe d'Osipovitx en retornar a la base. Algunes de les comunicacions són les converses telefòniques entre els superiors i els subordinats i fan partícips d'elles als seus comandaments, mentre que altres comunicacions impliquen les respostes gravades al que llavors era vist al radar de seguiment de KAL 007. Aquestes comunicacions multi-pista de diversos posts de comandament es produeixen en el mateix minut i segons que les comunicacions dels altres posts de comandament, que proporcionaven una "composició visual" del que estava passant.
Les dades de la CVR i l'FDR van revelar que les gravacions es van interrompre al cap d'1 minut i 44 segons de la detonació del míssil. Els minuts restants del vol serien subministrats per Rússia el 1992 a l'OACI, quan es van lliurar les comunicacions militars soviètiques en temps real de l'enderrocament i els fets posteriors. El fet que les dues cintes de la gravadora s'aturessin exactament al mateix temps, 1 minut i 44 segons després de la detonació dels míssils (18:38:02 UTC), sense les parts de cinta per als més de 10 minuts del vol KAL 007 després de la detonació abans que baixés per sota del seguiment per radar (18:38 UTC) no té cap explicació en l'anàlisi de l'OACI, "No s'ha pogut establir per què ambdós registradors de vol van deixar de funcionar simultàniament 104 segons després de l'atac. Els cables d'alimentació es troben a la part posterior de l'aeronau en pistes de rodament situades en costats oposats del fuselatge fins que s'ajunten darrere de les dues gravadores".

### Dolor i sofriment dels passatgers
El dolor i el patiment dels passatgers va ser un factor important en la determinació de la quantia de la indemnització que es va pagar per part de Korean Air Lines.
Els fragments de l'espoleta de proximitat del míssil de mitjà abast R-98 van esclatar 50 metres darrere de la cua de l'avió, la qual cosa va causar perforacions en la cabina de passatgers pressuritzada.) Quan un membre de la tripulació de cabina va parlar per ràdio amb el Centre de Control de Tòquio un minut i dos segons després de la detonació del míssil, la seva respiració era "accentuada", la qual cosa indica als analistes de l'OACI els analistes que estava parlant a través del micròfon situat a la màscara d'oxigen ", Korean Air 007 ah ... Som ... compressions ràpides. Descendim a 10.000."
Dos testimonis experts van testificar en una tribunal d'apel·lacions sobre la qüestió del dolor abans de la mort i el sofriment. El capità James McIntyre, un experimentat investigador d'accidents de Boeing 747 i pilot d'avions, va declarar que la metralla del míssil va causar una descompressió ràpida de la cabina, però va deixar als passatgers el temps suficient per posar-se les màscares d'oxigen: "McIntyre va declarar que, basant-se en la seva estimació de la magnitud dels danys de l'aeronau, tots els passatgers van sobreviure a l'impacte inicial de la metralla de l'explosió del míssil. Segons l'opinió d'expert de McIntyre, almenys van transcórrer 12 minuts entre l'impacte de la metralla i l'accident de l'avió, i els passatgers es va mantenir conscients en tot moment"

## Teories alternatives
El vol 007 ha estat objecte de controvèrsia i ha donat lloc a una sèrie de teories de la conspiració, moltes de les quals tenen les seves arrels en les campanyes de desinformació de la Guerra freda i la propaganda, la supressió de proves com ara el registres de dades de vol i detalls inexplicables com el paper d'un avió de vigilància USAF RC-135.

## Conseqüències
La FAA va tancar temporalment el corredor aeri R-20 (el corredor que el vol abatut havia de seguir el 2 de setembre). No obstant això les companyies aèries es van resistir ferotgement al tancament d'aquesta popular ruta, el més curt de cinc corredors que connecten Alaska i l'Extrem Orient. Es va tornar a obrir per tant el 2 d'octubre després que es va revisar la seguretat i els ajuts
L'OTAN havia decidit, sota l'impuls de l'administració Reagan, desplegar míssils Pershing II i míssils de creuer a l'RFA Aquest desplegament hauria col·locat míssils a només 6/10 minuts de distància respecte a Moscou. El suport al desplegament va vacil·lar i semblava dubtós que es dugués a terme. No obstant això, quan la Unió Soviètica va abatre el vol, els EUA va ser capaços de galvanitzar el suport suficient, tant a casa com a fora, per permetre tirar endavant el desplegament.
L'accés sense precedents de les comunicacions interceptades pels Estats Units i el Japó, va revelar una quantitat considerable d'informació sobre la intel·ligència militar soviètica, els seus sistemes i capacitats. El director de l'Agència de Seguretat Nacional, Lincoln D. Faure, va comentar: "... com a resultat de l'assumpte del Korean Air Lines, vostè ja ha sentit parlar més sobre la meva feina, en les últimes dues setmanes, del que jo desitjaria. .. .. En la seva major part, això no ha estat una qüestió de revelacions no desitjades és el resultat d'una decisió conscient i responsable per fer front a un horror d'una altra manera increïble " Els canvis que van fer els soviètics, posteriorment, als seus codis i freqüències, van reduir l'efectivitat d'aquest seguiment en un 60%.
L'Associació estatunidenca de víctimes del KAL 007, sota la direcció de Hans-Ephraimson Abt, va pressionar amb èxit el Congrés i la indústria de les aerolínies a acceptar un acord que garantís que les futures víctimes d'accidents d'avió serien compensades de forma ràpida i justa, i que es reduiria la càrrega de la prova de mal comportament de l'avió Aquesta legislació ha tingut efectes de llarg abast per a les víctimes de desastres aeris posteriors.
Els EUA van decidir utilitzar els radars militars per estendre el control del trànsit aeri des de 321 km (200 milles) a 1.931 km (1200 milles) fora d'Anchoragede En 1986, els Estats Units, Japó i la Unió Soviètica va crear un sistema conjunt de control de trànsit aeri per monitorar avions sobre el Pacífic Nord, que conferia la responsabilitat formal a la Unió Soviètica per controlar el trànsit aeri civil i establia vincles directes de comunicació entre els controladors dels tres països.
Ronald Reagan va anunciar el 16 de setembre de 1983, que el Sistema de Posicionament Global (GPS) es posaria a disposició d'usos civils, de franc, un cop completat, a fi i efecte d'evitar errors de navegació similars en el futur. A més, la interfície del pilot automàtic utilitzada en grans companyies aèries es va modificar per fer-la més entenedora si s'està operant en mode HEADING o INS
Alvin Snyder, el director de televisió per a tot el món de l'Agència d'informació dels Estats Units fou el productor del vídeo que es va mostrar al Consell de Seguretat de les Nacions Unides, el 6 de setembre de 1983. En un article al Washington Post l'1 de setembre de 1996, va afirmar que se li havia donat només accés limitat a les transcripcions de les comunicacions russes quan va produir el vídeo el 1983. Quan va rebre la totalitat de les transmissions russes, el 1993, diu que es va adonar que "els russos creien que l'avió era un RC-135, un avió de reconeixement" i que "Osipovitx (el pilot rus del caça) no podia identificar l'avió" i "que va disparar trets d'advertiment i va moure les seves ales, com a senyal internacional d'obligar l'avió a aterrar". Algunes d'aquestes afirmacions van ser contradites pel pilot en una entrevista amb The New York Times en la qual va confirmar que havia disparat trets d'advertiment, però que no haurien estat visibles, atès que no eren bales traçadores.
En una entrevista el 15 març del 2001, Valeri Kamenski, llavors Comandant de la Força de Defensa Aèria del Districte Militar Soviètic de l'Extrem Orient i superior directe del general Kornukov, va opinar que una mena d'abatiment com aquell ja no podria passar de nou, en vista de l'evolució de les condicions polítiques i aliances. En aquesta entrevista, Kaminski va dir: "Encara és un misteri el que va succeir amb els cossos de la tripulació i els passatgers a l'avió. Segons una teoria, a la dreta després de la detonació del coet, la secció del nas i la cua del gegant van caure i el fuselatge del mig es va convertir en una espècie de túnel de vent, a través del qual les persones van ser arrossegades i dispersades sobre la superfície de l'oceà. No obstant això, en aquest cas, alguns dels cossos haurien d'haver estat trobats durant les operacions de recerca a la zona. La qüestió del que realment va passar amb la gent no ha rebut fins ara una resposta diferent".

## Cultura popular
- La cançó "Murder In The Skies" del guitarrista britànic de blues-rock, Gary Moore, apareguda al seu àlbum de 1984,Victims Of The Future, era una protesta contra l'abatiment d'aquest vol.
- Lee Greenwood va dir que va escriure la cançó "God Bless the USA" en resposta a les seves sensacions sobre l'abatiment del vol."[129]
- Es van produir dues pel·lícules per a la televisió sobre l'incident: però ambdós films van ser produïts abans de la caiguda de l'URSS permetés l'accés als arxius:
  - Shootdown (1988), amb Angela Lansbury, John Cullum, i Kyle Secor, estava basada en el llibre del mateix títol, escrit per R.W. Johnson, sobre els esforços de Nan Moore (Lansbury), la mare d'un passatger, per obtenir respostes dels governs dels Estats Units i l'URSS.
  - La cadena de televisió britànica Granada Television va produir un drama documental titulat Coded Hostile, emès el 7 setembre de 1989, on es detallen les investigacions governamentals i dels militars dels EUA, fent èmfasi en una mena de confusió entre el vol KAL 007 i un avió espia estatunidenc RC-135 que cobria una missió rutinària a l'àrea. Escrita per Brian Phelan i dirigida per David Darlow, és protagonitzada per Michael Murphy, Michael Moriarty, i Chris Sarandon. Va ser emesa per l'HBO als Estats Units, sota el títol Tailspin - Behind the Korean Airliner Tragedy el 20 d'agost de 1989. Una versió actualitzada de Coded Hostile va ser emesa al Regne Unit el 31 d'agost de 1993, i s'hi van incorporar detalls de la investigació de les Nacions Unides de 1992.
- La sèrie de documentals del Discovery Channel titulada Unsolved History es va ocupar d'aquest incident.

## Noticiaris
- Allardyce, Robert W & Gollin, James «Flight KAL007: The Anatomy of a Cover-up». Airways Magazine, 2007. Arxivat de l'original el 2009-01-29 [Consulta: 30 setembre 2010]. Arxivat 2009-01-29 a Wayback Machine.
- Andrew, Christopher «KGB Foreign Intelligence from Brezhnev to the Coup». Intelligence and National Security. Routledge, 8, 3, juliol 1994 [Consulta: 3 març 2008].
- Joint Committee on Slavic Studies (U.S.), American Council of Learned Societies, Social Science Research Council (U.S.) «The Current digest of the Soviet press». The Current Digest of the Soviet Press. American Association for the Advancement of Slavic Studies, 1986 [Consulta: 26 gener 2009].
- Charles, Dan «Cover-up continues over downed Korean plane». New Scientist. IPC Magazines [Washington, DC], 1759, 09-03-1991 [Consulta: 13 gener 2009].
- Doerner, William R «Atrocity In the Skies». Time, 12-09-1983. Arxivat de l'original el 2013-05-21 [Consulta: 10 gener 2009]. Arxivat 2013-05-21 a Wayback Machine.
- Illesh, Andrey «The Mystery of the KAL-007 (English translation)». Izvestia.
- Walter Isaacson, Johanna McGeary & Erik Amfitheatrof «Salvaging the Remains». Time, 26-09-1983. Arxivat de l'original el 2013-05-21 [Consulta: 11 febrer 2009]. Arxivat 2013-05-21 a Wayback Machine.
- Maier, Timothy W. «KAL 007 Mystery». Insight Magazine, 16-04-2001. Arxivat de l'original el 2001-09-19 [Consulta: 17 febrer 2007].
- Oberg, James «KAL 007: The Real Story». American Spectator, octubre 1993. Arxivat de l'original el 2008-12-11 [Consulta: 19 gener 2009].
- Pearson, David and Keppel, John «New Pieces in the Puzzle of Flight 007: Journey into Doubt». The Nation, 421, 17-08-1985 [Consulta: 17 febrer 2007].[Enllaç no actiu]
- «The Truth and Lies about the South Korean Airliner». Sputnik: A Digest of the Soviet Press. Novosti Printing House, desembre 1983.
- Lee, Robert W. «KAL 007 Remembered: The Questions Remain Unanswered». The New American. John Birch Society, 10-09-1991. Arxivat de l'original el 2012-02-12 [Consulta: 2 febrer 2009]. Arxivat 2012-02-12 a Wayback Machine.
- «Backing Down on Flight 007». Time, 03-12-1984. Arxivat de l'original el 2008-01-24 [Consulta: 30 setembre 2010]. Arxivat 2008-01-24 a Wayback Machine.
- Ephraimson, Hans «Korean Bribe Rekindles Flight 007 Issues». The New York Times, 20-01-1996. (anglès)
- «ASN Aircraft Accident Boeing 747-230B HL7442 Sakhalin Okhotsk Sea».   Aviation Safety Database. (anglès)
- Degani, Asaf. «Korean Air Lines Flight 007: Lessons From the Past and Insights for the Future».  NASA Ames Research Center:  NASA, 18-09-2001. (anglès)
- Fischer, Benjamin B. «A Cold War Conundrum: The 1983 Soviet War Scare».  Central Intelligence Agency, 17-03-2007. Arxivat de l'original el 2009-01-14. [Consulta: 10 gener 2009]. (anglès)
- Guennadi A. Kantakov i Gueorgui V. Xevtxenko. «In situ observations of Tsushima and West Sakhalin currents near La Perouse (Soya) Strait» (PDF).  North Pacific Marine Science Organization, 12-01-1999. Arxivat de l'original el 2011-07-17. [Consulta: 30 setembre 2010]. (anglès)
- Gordon, Michael R. «Ex-Soviet Pilot Still Insists KAL 007 Was Spying». The New York Times, 09-12-1996. (anglès)
- Gwertzman, Bernard «A New U.S. Transcript Indicates Soviet Pilot Fired 'Cannon Bursts'». The New York Times, 12-09-1983. (anglès)
- Cheryl Pellerin. «United States Updates Global Positioning System Technology: New GPS satellite ushers in a range of future improvements».   Govern Federal dels Estats Units, 03-06-2006. Arxivat de l'original el 2007-12-19. [Consulta: 6 gener 2009].
- Taubman, Philip «Khabarovsk Journal; Keeping the Air Lanes Free: Lessons of a Horror». New York Times, 17-09-1987. (anglès)
- Witkin, Richard «Soviet Pilot Insists Downed Korean Jet Was Spy Plane». New York Times, 19-05-1991 [Consulta: 27 gener 2009]. (anglès)
- Wilkes, Jr., Donald E. "The Death Flight of Larry McDonald." Arxivat 2010-05-05 a Wayback Machine. Flagpole Magazine, p. 7 (3 setembre del 2003). (anglès)